# Chapelle royale
La chapelle royale (cappella reale) era il complesso musicale che operava nella cappella reale dei re francesi. Il termine derivava dall'edificio, la Cappella di Versailles. Il complesso comprendeva un coro, organisti e strumentisti ed era diverso dalla musique du chambre che eseguiva musica profana.

## Maestri e vice della Chapelle Royale

### Durante il regno di Luigi XII (1498-1515)
- Josquin des Prez premier chantre de la chapelle de Louis XII

Nel 1511 Luigi XII stabilì le responsabilità del tesoriere della Sainte-Chapelle e del maestro della chapelle royale. La morte, nel 1514, e il conseguente sontuoso funerale, durato 40 giorni, della moglie di Luigi, Anna di Bretagna, furono l'origine dell'unificazione della chapelle royale unendo le cappelle di Luigi e Anna, anche se ai funerali della regina le due cappelle cantarono separatamente per l'ultima volta. La Chapelle du Roi di Luigi, diretta da Antoine de Févin, comprendeva Johannes Prioris, Costanzo Festa e Antoine de Longueval ma non Jean Braconnier (d.1512). La Chapelle de la Reine di Anna, diretta da Antoine Divitis, comprendeva Jean Mouton, Jean Richafort, Claudin de Sermisy e Pierre Moulu.

### Francesco I (1515–1547)
- François I ereditò tutti i 29 cantori delle cappelle di Luigi e Anna. Claudin de Sermisy, che era anticamente noto come clerc musicien della Sainte-Chapelle nel 1508, nel 1515 divenne un membro della Chapelle Royale sotto Luigi II, e dal 1532 divenne sous-maître della chapelle di Francesco I.

### Enrico II (1547–1559), Francesco II (1559–1560)
- Pierre Certon (d.1572).[2]

### Carlo IX (1560–1574), Enrico III (1574-1589), Enrico IV, Borbone (1589-1610)
Enrico IV è stato il re che leggenda narra abbia detto "Parigi val bene una messa" 
- Eustache du Caurroy maître de la chapelle du roi
- Claude Lejeune maître de la chapelle du roi
- Nicolas Formé cantore e compositore dal 1592, prima del ritorno alla Sainte-Chapelle.

### Durante il regno di Luigi XIII (1610-1643)
Luigi XIII costruì la prima cappella a Versailles nel 1665.
- Jacques Blondin, maitre de la chapelle royale de Paris [3]
- Pierre Robert (c.1615-1699), sous-maître dal 1633.

### Durante il regno di Luigi XIV (1643-1715) "Il Re Sole"
- Henry Du Mont (1610–1684), sous-maître dal 1663; compositore dal 1672.
- Thomas Gobert, sous-maître dal 1654.[4]
- Nicolas Le Prince.[5]
- Jean-Joseph Cassanéa de Mondonville, maître de musique de la chapelle du roi

Nel 1683, a seguito del pensionamento di Du Mont e Pierre Robert, la carica annuale di maître venne suddivisa fra quattro musicisti, uno per ogni trimestre dell'anno:
- Pascal Collasse (1649—1709), assistente di Jean-Baptiste Lully fino al 1683, quando vinse uno dei quattro incarichi stagionali in cui la direzione della Chapelle Royale era stata suddivisa. I suoi ultimi anni furono dedicati all'alchimia.
- Michel Richard Delalande (1657–1726), dal 1683 sous-maître de la Chapelle royale.
- Nicolas Goupillet (1650–1713), sous-maître dal 1683 - nel 1693 venne licenziato per plagio di Henri Desmarest.
- Guillaume Minoret, sous-maître dal 1683
- Jean-Baptiste Stuck, violoncellista

### Luigi XV (1715–1774)
- Charles-Hubert Gervais (1671–1744), nel 1721 divenne uno dei quattro sous-maîtres
- André Campra, sous-maître dal 1721
- Nicolas Bernier (1664–1734), sous-maître dal 1721
- Anne Danican Philidor (1681–1728) sous-maître dal 1723.
- Henry Madin (1698–1748), sous-maître

1761 I quattro posti vennero ridotti a due.
- Esprit Antoine Blanchard (1696–1770)
- abate Charles Gauzargues (1725–1799)[6]
- Julien Amable Mathieu (1734—1811)

### Durante il regno di Luigi XVI (1774-1792)
- François Giroust

### Chapelle de l'Empereur (1804–1814)
- Jean-François Le Sueur

### Luigi XVIII (1815–1824), Carlo X (1824–1830), Luigi XIX (1830), Enrico V (1830)
- Luigi Cherubini dal 1816, direttore

### Luigi Filippo I (1830–1848), Secondo Impero (1852–1870)
- Daniel François Esprit Auber succedette a Cherubini e divenne maître de chapelle di Napoleone III dal 1852.[7]

## Organisti
- François d'Agincourt
- Guillaume-Antoine Calvière (1685-1755)
- François Couperin, organista (I trimestre) dal 1693 al 1730
- Jean Buterne, (II trimestre)
- Guillaume-Gabriel Nivers, organista (III trimestre)
- Nicolas Lebègue, (IV trimestre)
- Jacques Thomelin
- Jean-Baptiste Buterne
- Gabriel Garnier
- Louis Marchand
- Jean-François Dandrieu
- Nicolas-Hubert Paulin
- Louis-Claude Daquin
- Pierre-Claude Foucquet, succedette a François d'Agincourt nel 1758
- Jean Landrin
- Claude-Bénigne Balbastre
- Armand-Louis Couperin
- Jean-Jacques Le Bourgeois
- Pierre-Louis Couperin
- Nicolas Séjan